# Heinz Lindner
Heinz Lindner (Linz, 17 de julho de 1990) é um futebolista austríaco que atua como goleiro. Atualmente, joga pelo Sion.

## Títulos
Austria Wien
- Campeonato Austríaco:2012–13